# Kangassaari (ö i Päijänne-Tavastland, Lahtis, lat 61,37, long 25,01)
Kangassaari är en ö i Finland. Den ligger i sjön Vesijako och i kommunen Padasjoki i den ekonomiska regionen  Lahtis ekonomiska region  och landskapet Päijänne-Tavastland, i den södra delen av landet, 130 km norr om huvudstaden Helsingfors. Öns area är 1,8 hektar och dess största längd är 460 meter i sydöst-nordvästlig riktning.